# Атанасий Зографски
Атанасий Зографски е български духовник и фотограф от края на XIX – началото на XX век.

## Биография
Атанасий е роден в 1869 година в западномакедонския град Дебър от баща Стоян и майка Сирма. В 1892 година постъпва в българския светогорски Зографски манастир. Йеромонах Атанасий е основна фигура на зографското фотографско ателие в периода 1896 – 1920 година. Запазените негови фотографии са стойностни и го показват като добър фотограф.